# Pont Général-Audibert
Le pont Général-Audibert (appelé aussi pont de la Madeleine, ou anciennement pont de la Magdeleine) est un pont nantais.

## Situation et accès
Traversant la Loire (bras de la Madeleine), dans le prolongement du cours des 50-Otages, les deux ouvrages accolés sont rassemblés sous la même dénomination : chacun d'entre eux est utilisé par la circulation automobile, mais le pont aval héberge également deux voies pour les lignes 2 et 3 du tramway.
Il est constitué de deux ouvrages parallèles : un pont en arc, construit en 1923 et reconstruit en 1945, ainsi qu'un pont en poutre, accueillant notamment le tramway.
Le pont unit, via la place Aimé-Delrue, au nord, le boulevard Jean-Monnet et la chaussée de la Madeleine au boulevard des Martyrs-Nantais-de-la-Résistance, sur l'île de Nantes, au sud.

## Origine du nom
Il rend honneur au général Louis-Alexandre Audibert (1874 -1955), responsable de la résistance durant l'occupation, commandant de la région Ouest de l'Armée secrète, devenu député de la Loire-Inférieure après le conflit.

## Historique
Le pont de la Magdeleine permettait autrefois le franchissement d'un large bras de la Loire, séparant les îles Gloriette et Grande Biesse. Un vieil ouvrage, au nord-est du pont actuel, était propriété du Prieuré de la Madeleine situé à proximité (voir Chaussée de la Madeleine) et qui en percevait, à ce titre, des revenus avec l'obligation de le maintenir en état. Fondé en 1119, il est emporté en 1579, reconstruit en 1580, il est plusieurs fois endommagé par des crues.

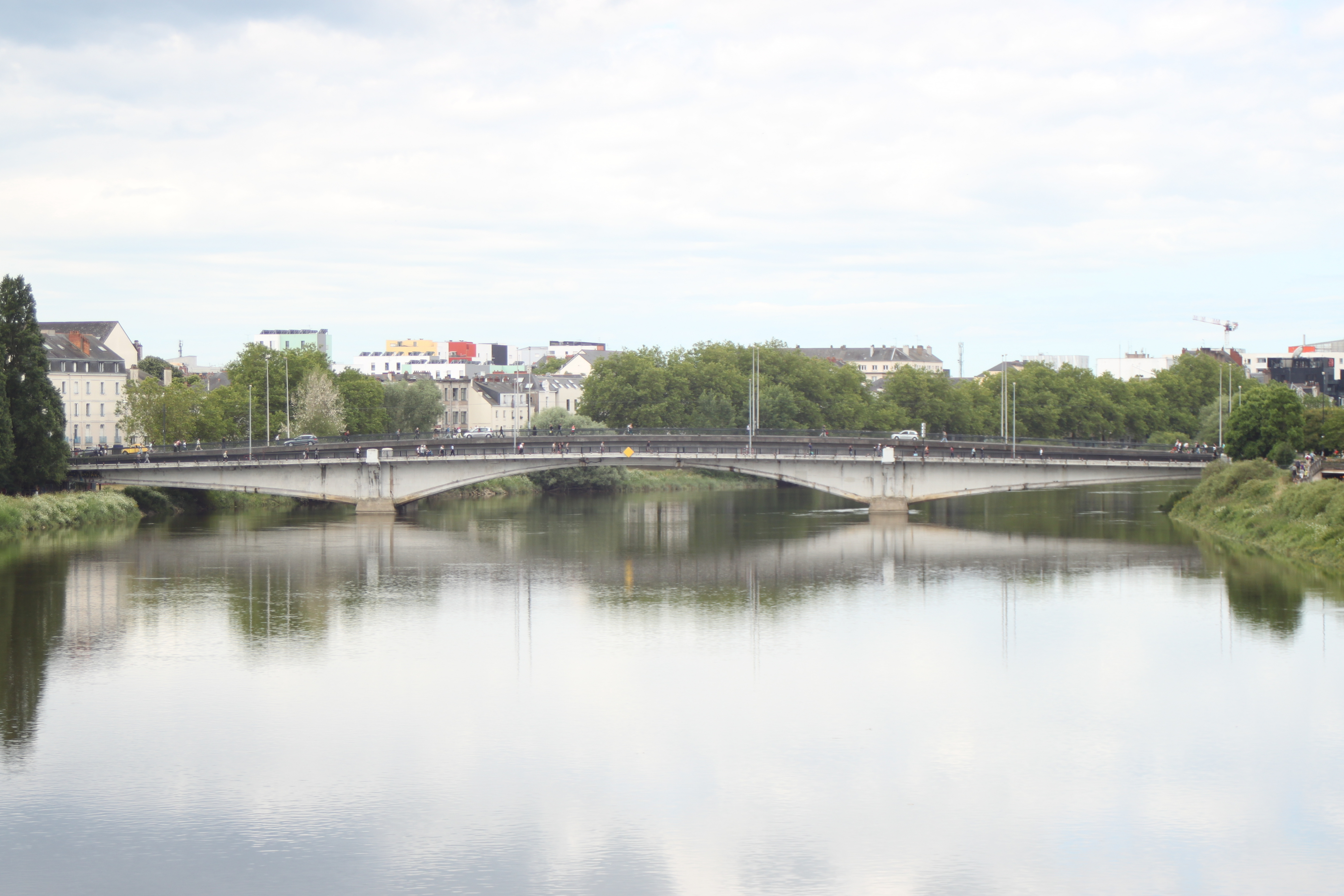
Le pont aval (circulation des trams).

Il fait partie de la « première ligne de ponts » qui, du IXe au XIXe siècle, est le seul franchissement de la Loire à Nantes. Aujourd'hui, cette ligne est réduite à deux ponts  : le pont Général-Audibert et le pont de Pirmil. Avant les travaux de comblement de la Loire, dans les années 1930, outre ces deux ponts, il existe quatre autres ouvrages d'art importants : les ponts « de la Poissonnerie », « de la Belle-Croix »,  « Toussaint » et  « des Récolets » ; À partir du pont de la Belle-Croix, ils jalonnent une voie surélevée formée par la chaussée de la Madeleine, les rues Grande-Biesse, Petite-Biesse et de Vertais, qui parcourent les anciennes îles de Nantes, alors peu peuplées parce que soumises au risque d'inondation, le tout se terminant par la place Victor-Mangin.
En août 1944, à fin de la Seconde Guerre mondiale, les Allemands, dans leur retraite, dynamitent tous les ponts de la Loire avant l'arrivée des troupes américaines. Après le conflit, lors de la reconstruction de la ville, le pont de la Madeleine est le premier ouvrage d'art nantais à être réparé et est rendu à la circulation neuf mois après sa destruction, le 12 avril 1945.
À la demande des mouvements de Résistance et des bataillons FFI, le conseil municipal, dans sa délibération du 15 décembre 1958 le baptise « pont Général-Audibert ».